# Мітюков Каллиник Андрійович
Каллиник Андрійович Мітюков (22 липня (3 серпня) 1823 — 27 лютого (11 березня) 1885, Київ) — український професор римського права. Ректор Київського університету (1865).

## Біографія
Народився 22 липня (3 серпня) 1823 року в купецько-шляхетській родині Мітюків. Прадід - київський бурмістр Євфим Никифорович Мітюк (1732-1810). Навчався в Київській семінарії і Київському університеті Св. Володимира.
У 1846 році призначений ад'юнктом по кафедрі римського права, яку займав потім як екстраординарний професор до своєї смерті. Був деканом, згодом ректором Київського університету у 1865. Призначений в 1869 році директором Демидівського юридичного ліцею в Ярославлі. У 1870 році знову перейшов до Київського університету, встигнувши, проте, запросити в ліцей декількох видатних професорів. 27 лютого (11 березня) 1885 року помер та похований у Києві.
Син – професор права Київського та Московського університетів Андрій Каллінікович Мітюков (1871 – після 1928).

## Наукова діяльність
Надрукований курс його лекцій («Курс римського права», Київ, 1884) відрізняється ясністю, точністю і жвавістю викладу, але позбавлений оригінальності і передає лише усталені правові позиції німецьких «пандектистів». Ні глибокого філософського, ні історичного висвітлення предмета у Мітюкова не було, хоча він мав безперечне історичне знання, виявлене в надрукованих ним аналізах праць Федора Дидинського, Михайла Капустіна та ін.

## Наукові праці
- Про визнання сторін позивачів на суді у справах цивільним (1847, магістерська дисертація)
- Про спадок за римськими законами (1848, докторська дисертація).
- Зобов'язання за римським правом. Київ (1873).
- Інституції римського права. Київ (1881).
- Курс римського права, два випуски. Київ (1883—1884).